# Pantà de Serrateix
El pantà de Serrateix és un petit embassament situat al curs mitjà de la riera de Navel, de menys de 2Ha de superfície.
Es va construir l'any 1995 i va ser afectat pels incendis de l'any 1994. El procés de naturalització que està experimentant
afavoreix el desenvolupament de comunitats vegetals i faunístiques molt interessants. La zona és d'interès sobretot per a la fauna, ja que l'escassa contaminació de les aigües i l'absència d'impactes antròpics importants, permet l'existència d'espècies sensibles, com diverses espècies de peixos autòctons i d'amfibis.
El pantà se situa en un paisatge forestal, format bàsicament per pinedes de pinassa i conreus de secà concentrats vora
la riera. Resseguint aquesta, apareix un bosc de ribera ben desenvolupat, principalment format per salzedes de sarga
(Saponario-Salicetum purpureae) i gatelledes (Carici-Salicetum catalaunicae). Hi ha també bogars i canyissars relativament extensos en algun tram de la riera. Al pantà, la vegetació de ribera està formada per una salzeda, més ben desenvolupada a la cua de l'embassament, (amb salze blanc (Salix alba), saulic (Salix purpurea), sarga (Salix elaeagnos), gatell (Salix cinerea subsp oleifolia), etc.). A la part central i final de l'embassament el bosc de ribera és discontinu i format majoritàriament per pollancres. El cinyell helofític és escàs i apareix sobretot a la cua de l'embassament, en forma de bogars i canyissars. Pel que fa a la vegetació, destaca la presència de plantatge d'aigua (Alisma plantago-aquatica) i d'alguns equisets, així com comunitats algals submergides.
Pel que fa als hàbitats d'interès comunitari, destaquen les salzedes del bosc de ribera (hàbitat 92A0 "Alberedes, salzedes i altres boscos de ribera").
Les aigües, netes, són poblades per comunitats de muntanya pròpies dels rius calcaris. Els peixos més freqüents són la bagra (Leuciscus cephalus) i el barb (Barbus meridionalis).
No es detecten impactes significatius que afectin negativament aquest espai, situat en una zona molt despoblada. El pantà de Serrateix està inclòs a l'espai del PEIN "Riera de Navel".